# سه گره (فیلم)
سه گره (به تامیلی: Moondru Mudichu) فیلمی محصول سال ۱۹۷۶ و به کارگردانی کی. بالاچاندر است. در این فیلم بازیگرانی همچون سری دوی، کمال حسن، راجینیکانت، ان. ویشوانتان، وای. ویجایا ایفای نقش کرده‌اند.